# Casper (cryptomonnaie)
Pour les articles homonymes, voir Casper.
Casper (CSPR) est une cryptomonnaie basée sur sa propre blockchain à la suite de la séparation avec Ethereum. Cette cryptomonnaie fonctionne en proof of stake (ou Preuve d'enjeu en français). L’intérêt de cette cryptomonnaie est qu'elle peut prévoir ces frais à l'avance et qu'elle développe des contrats intelligents évolutifs. Ce projet à pour objectif de devenir/remplacer l'Ethereum 3.0,.